# Ralph M. Steinman
Ralph Marvin Steinman (14 de enero de 1943-30 de septiembre de 2011) fue un inmunólogo canadiense de origen judío e investigador en biología celular de la Universidad de Rockefeller. En 2011, recibió el Premio Nobel en Fisiología o Medicina de manera póstuma por «su descubrimiento de las células dendríticas y su papel en la inmunidad adaptativa». Al mismo tiempo que la Universidad Rockefeller anunciaba que había sido galardonado con el Premio Nobel de Medicina, comunicaba su defunción el 30 de septiembre de 2011, convirtiéndose este en el tercer fallecido galardonado con el premio Nobel.
Steinman recibió la licenciatura en ciencias en la Universidad McGill de Montreal, y su doctorado en Medicina en 1968 en la Universidad de Harvard. Completó su formación médica como residente interno del Hospital General de Massachusetts. y la investigadora con una beca de la Fundación Alexander von Humboldt en Alemania.
En 1973, acuñó el término de célula dendrítica mientras trabajaba en su postdoctorado en el laboratorio de Zanvil A. Cohn y en la Universidad Rockefeller. Más tarde dirigiría en la misma universidad el Laboratory of Cellular Physiology and Immunology.
Por otro lado, era miembro de la Academia Nacional de Ciencias de Estados Unidos desde 2001, y del Instituto de Medicina de los Estados Unidos, elegido en 2002.

## Premio Nobel
- 2011 Premio Nobel en Fisiología o Medicina.

Steinman compartió el premio con el estadounidense Bruce Beutler de 55 años de edad y el francés nacido en Luxemburgo Jules Hoffmann de 70 años.
El comité Nobel otorgó el premio a Steinman por el descubrimiento de las células dendríticas y su participación en la inmunidad adaptativa.
Las células dendríticas son células del sistema inmune innato cuya función es capturar antígenos en la periferia y transportarlos a los órganos linfoides secundarios para ser enfrentados a los linfocitos T.
Steinman falleció tres días antes del anuncio del premio Nobel -el día 30 de septiembre de 2011-, como consecuencia de un cáncer de páncreas que padecía desde hacía 4 años. El comité Nobel en Suecia, aclaró que se mantendría la concesión del galardón debido a que fue elegido antes de que conocerse la noticia de su fallecimiento, por lo que se había respetado la norma de no premiar a título póstumo.

## Otros premios y reconocimientos
Steinman recibió a lo largo de su vida numerosos galardones en reconocimiento por su dedicación a la investigación de las células dendríticas, entre ellos el Premio William B. Coley del Instituto para la Investigación del Cáncer (EE. UU. 1998), el Max-Planck-Forschungspreis (Premio de Investigación del Instituto Max Planck, 1999),, el Premio Internacional Canadá Gairdner (2003), y el Premio Albert Lasker por Investigación Médica Básica (2007), y en 2009 el Premio del Centro Médico Albany (compartido con Charles A. Dinarello y Bruce A. Beutler.
En 2006, fue nombrado doctor honoris causa de la Friedrich-Alexander-Universität de Erlangen-Nürnberg
En el año 2012, la Universidad Rockefeller de Nueva York organizó en su memoria el "Ralph M. Steinman Symposium".